# Antonia Keyla
Antonia Keyla da Silva Barros (Água Branca, 20 de setembro de 1994) é uma atleta brasileira de atletismo paralímpico.

## Biografia
Keyla deu seus primeiros passos no mundo da corrida foram dados em sua cidade natal, Água Branca - PI, durante uma corrida comemorativa ao aniversário da cidade. Ela também desempenhou o papel de atleta-guia para a maratonista baiana Edneusa Dorta. Em 2019, ela recebeu o diagnóstico de deficiência intelectual. Posteriormente, Keyla participou de competições como os Meetings e o Circuito Nacional Loterias Caixa, promovidos pelo Comitê Paralímpico Brasileiro (CPB) em todo o território nacional.
A atleta conquistou, em 2023, o título de vice-campeã na categoria dos 1500m para atletas com deficiência intelectual, durante o Campeonato Mundial Paralímpico de Atletismo, realizado no estádio Charlety, em Paris, França. Essa conquista fez Keyla se tornar a dona do novo recorde da Américas. Ela fez a marca de 4min30s75 e superou o tempo (4min54s58) registrado pela norte-americana, Kaitlin Bounds, em 2017. Ainda em 2023, Keyla Barros participou do Global Games (Virtus) em Vishy, França e confirmou sua marca, ganhando a medalha de prata.

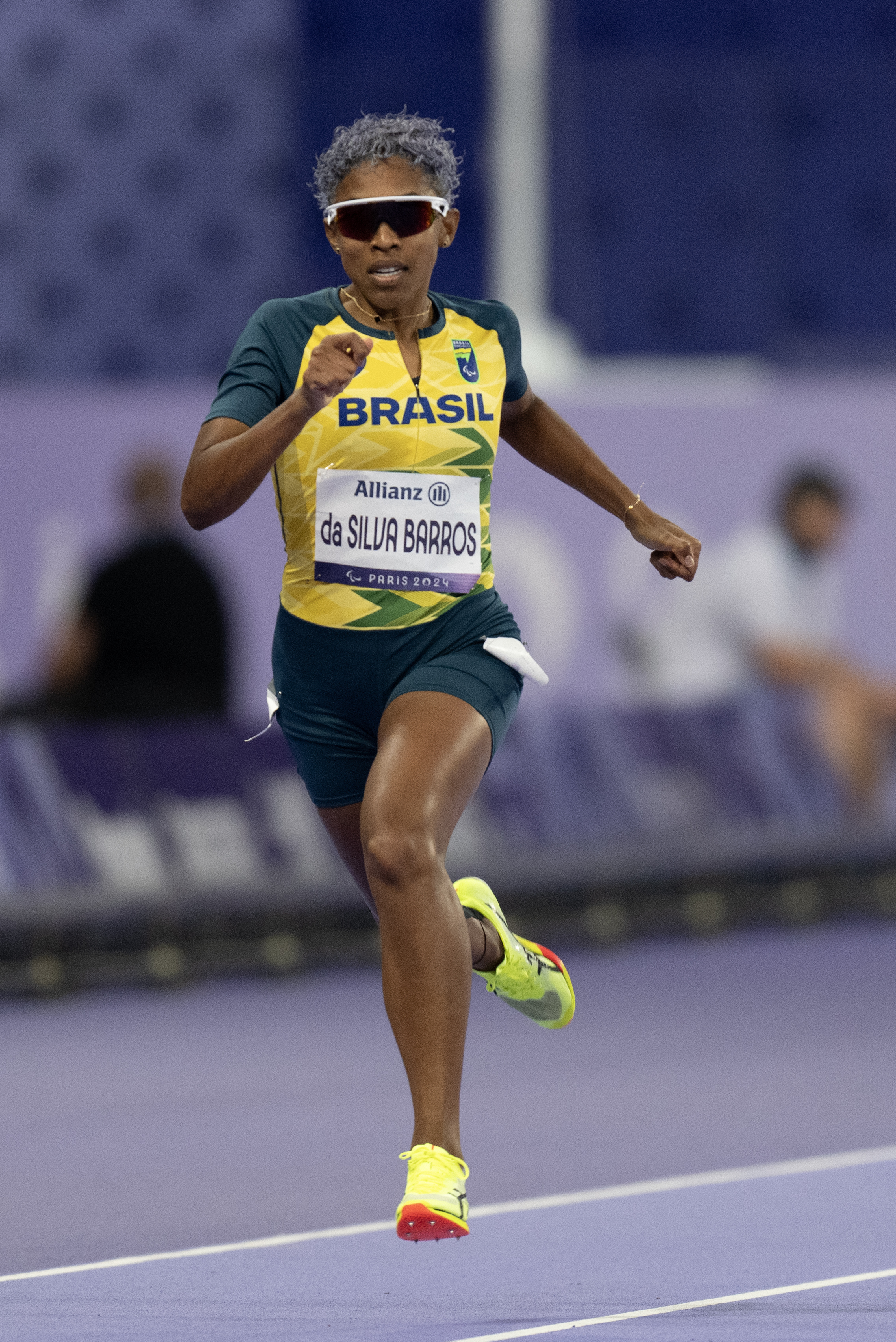

Keyla Barros é medalhista de Prata no Mundial Paralímpico de Atletismo de 2024 em Kobi, Japão e, meses depois, se consagrou como medalhista Paralímpica ao subir ao pódio com a medalha de bronze nos Jogos Paralímpicos de Paris, também em 2024 na modalidade T20. 

## Títulos
Grand Prix
- Prata nos 800m (Chile, 2021)[1]

Global Games (Virtus)
- Prata nos 1.500m (França, 2023)[1]

Mundial Paralímpico de atletismo
- Prata nos 1.500m (Paris, 2023)[1][4]